# Studsgård
Studsgård is een plaats in de Deense regio Midden-Jutland, gemeente Herning, en telt 467 inwoners (2008). Het huidige dorp ligt aan de spoorlijn Skanderborg - Skjern rond het station. Het oorspronkelijke kerkdorp ligt een kilometer naar het westen. 